# Hosjöstrand

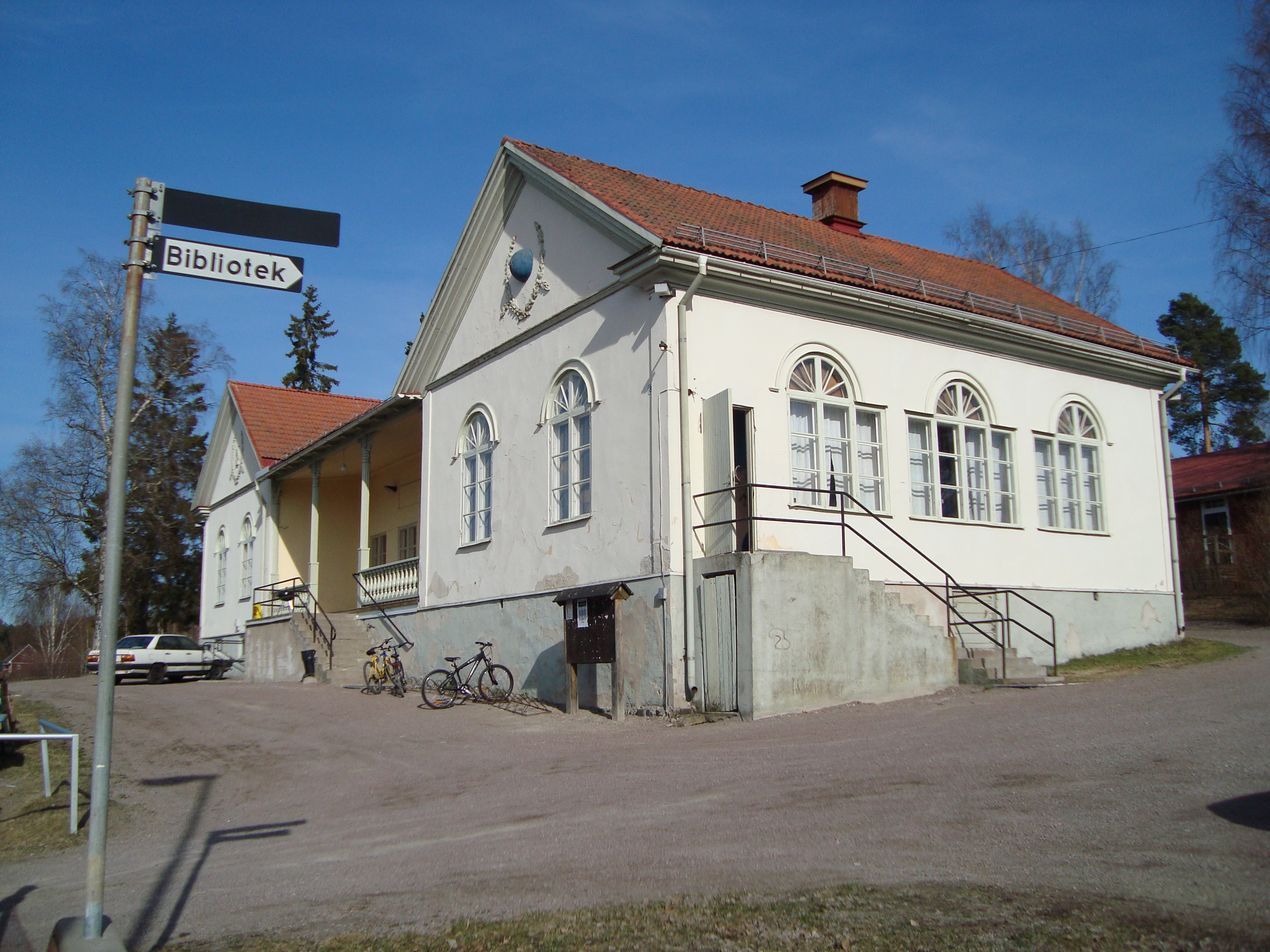
Näs gamla skola, Hosjöstrand 8. Nu bibliotek och fritidshem.

Hosjöstrand är ett gatunamn och ett bostadsområde i stadsdelen Hosjö i östra Falun. Den största delen av området består av mycket tätt packad villabebyggelse längs "stickgator" från en huvudväg. Dessa villor byggdes på 1970-talet, i likhet med de radhus som är den bortersta stickgatans kännetecken. Även om bebyggelsen ligger tätt packad längs stickgatorna finns det stora "lediga" ytor mellan dem. Dessa mellanrum består av delvis skogbevuxen parkmark. Områdets namn kommer av att det ligger utmed Hosjöns strand. Vid sjön finns flera badbryggor.
I början av gatan Hosjöstrand ligger lite äldre villor och några gamla arbetarbostadslängor för den forna sågverksindustrin i området. Strax innan 1970-talsområdet tar vid ligger den gamla gården Stora Näs kvar som en rest av den landsbygdsmiljö som tidigare präglade stället. Gården Lilla Näs, som låg i den bortre änden av området, revs i samband med bygget av bostadsområdet. Stora Näs och Lilla Näs är också traktnamnen i Hosjöstrandområdets fastighetsbeteckiningar.